# Paul Dobers
Paul Dobers (* 7. Juli 1885 in Breslau; † 2. Dezember 1959 in Kassel) war ein deutscher Maler und Hochschullehrer.
Dobers studierte von 1902 bis 1906 an der Königlichen Kunst- und Gewerbeschule Breslau und arbeitete danach als Zeichenlehrer an dieser Schule. 1908 war er Mitbegründer des Künstlerbunds Schlesien. Er lehrte abstrakte Malerei.
1937 wurde in der Nazi-Aktion „Entartete Kunst“ aus dem Schlesischen Museum der Bildenden Künste in Breslau seine Zeichnung Landschaft und aus den Kunstsammlungen der Stadt Breslau im Schlossmuseum Breslau sein Tafelbild Stillleben mit Tonkrug und sein Aquarell Landmann beschlagnahmt und zerstört.

## Ausstellungen
- 1990: 200 Jahre Kunsthochschule Breslau, Nassauischer Kunstverein, Wiesbaden